# Le Lieu du crime (pel·lícula)
Le Lieu du crime és una pel·lícula dramàtica criminal francesa del 1986 dirigida per André Téchiné, protagonitzada per Catherine Deneuve, Danielle Darrieux, Wadeck Stanczak i Victor Lanoux. La pel·lícula explica la història d'una família arruïnada a la França rural, interrompuda per l'aparició d'un fugitiu. Fou rodada a Clarmont Dessús i Castelàs, a Òlt i Garona.

## Argument
Thomas, un noi de tretze anys amb problemes, collint flors en un cementiri, és sorprès per Martin, un condemnat fugitiu que li demana que el noi li porti diners per al bitllet del tren de final del dia. El nen no sap d'on treure diners; el criminal li diu que pregunti als seus pares. "Els meus pares han mort", diu el nen. De fet, els seus pares, Maurice i Lili, són vius. Estan separats però tots dos viuen a prop de la casa dels avis del nen. Thomas, descontent pel divorci dels seus pares, va a un internat catòlic però passa el cap de setmana amb la seva família i farà la primera comunió. La seva àvia està organitzant per celebrar aquest dia especial i espera que la seva nora i el seu gendre es reconciliin.
El nen intenta aconseguir els diners per al condemnat robant Lili, la seva mare, però després la veu trista i, en un moment d'amor, li ho torna, admetent el que ha fet. Passa per una sèrie d'intents cada cop més desesperats d'aconseguir diners i, finalment, treu alguns del seu avi malhumorat, que només vol anar a pescar. Quan el nen torna a donar-li els diners a Martin, el còmplice del condemnat, Luc, decideix que el nen té una gran responsabilitat i intenta matar-lo. Martin salva la vida de Thomas matant el seu còmplice.
Lili Ravenel, que està emocionalment propera i distant amb el seu fill, està preocupada per Thomas. A l'escola no li va bé, segons el capellà de l'escola que ve a queixar-se del comportament del nen. Lili, atrapada en una existència banal, dirigeix una discoteca situada a la vora d'un riu, prop de l'aigua. Empès per la seva mare, s'havia casat amb Maurice contra el seu millor criteri i ara necessita escapar dels efectes sufocants de la seva unió amb ell, però ell continua desitjant-la. Maurice amenaça amb retirar-li la cura i la custòdia del seu fill. La Lili ha de complir les seves obligacions matrimonials fins i tot després del divorci, mentre Maurice projecta antigues pel·lícules casolanes de la seva felicitat domèstica fa molt de temps.
Després de matar Luc, Martin arriba per prendre una copa a un bar al costat d'un riu. Aquí és on treballa la Lili. No té diners i al final de la nit, fascinada pel jove, s'encarrega que el fugitiu prengui una habitació en un hotel local. Quan arriba a casa, el seu fill li explica la història al cementiri, ja que era un somni que va tenir, però ella s'adona del que realment va passar i el condemnat és l'home que acaba de deixar a l'hotel. La celebració en honor a la Sagrada Comunió continua amb poca harmonia familiar després que Thomas desitgi que una bomba atòmica destrueixi la seva escola. L'àvia intenta mantenir la família unida.
L'Alice, la núvia compartida dels condemnats, ve, amb l'arma a la mà, per ajudar-los a escapar a Tànger. Fa anys que són inseparables. Martin li diu que es va veure obligat a matar Luc. Les sospites de la Lili es confirmen quan és testimoni dels esforços de Martin i Alice per amagar el cadàver en un cementiri. Martin la deixa anar i marxa de la ciutat amb l'Alice. Canvia d'opinió poc després i torna sol al poble i va al bar a la recerca de la Lili. Estan enamorats l'un de l'altre i, de nit, ella pren l'audaç decisió de fugir amb ell sense cap mena de penediment o dubte persistent. Abans d'escapar amb el condemnat, la Lili li diu a la seva mare què pensa fer, però no canvia d'opinió malgrat les protestes de la seva mare.
El mestre i confessor del nen l'enfronta amb la notícia publicada dels dos fugits i el pressiona perquè digui la veritat a les autoritats. Aquella mateixa nit de tempesta, Thomas s'escapa de l'internat per veure la seva mare, però quan arriba a casa seva, descobreix la Lili i en Martin fent l'amor. Thomas corre i quan Martin va darrere d'ell, l'Alice que també ha vingut, dispara Martin. Poc després, l'Alice se suïcida i estavella el seu cotxe esportiu contra una paret.
L'endemà al matí la Lili va a veure en Thomas que s'allotja amb el seu pare, però Maurice només li permet veure'l sense revelar que hi és. Més tard, a la comissaria, la Lili diu la veritat i s'incrimina. Ella surt del poble detinguda en una furgoneta de la policia. Al mateix temps, es veu en Thomas muntant la seva bicicleta.

## Repartiment
- Catherine Deneuve com a Lili
- Wadeck Stanczak com a Martin
- Nicholas Giraudi com a Thomas
- Danielle Darrieux com a àvia
- Victor Lanoux com a Maurice
- Jean-Claude Adelin com a Luc
- Jean Bousquet com a avi
- Claire Nebout com a Alice

## Temes
El títol és una mica enganyós ja que Le Lieu du crime no és un thriller noir ni un misteri. És un drama familiar amb matisos psicològics. El director André Téchiné està especialment atret per l'exploració dels afers familiars com es pot veure a la seva aclamada pel·lícula Ma saison préférée (1993), també protagonitzada per Catherine Deneuve.
La pel·lícula comparteix amb la major part de l'obra de Téchiné un moviment de càmera inquiet i un muntatge aparentment casual que suggereix una curiositat nerviosa i intensa, equivalent al dibuix ràpid d'un artista. El camp francès serveix aquí com a teló de fons irònic per a dos tipus de personatges: els que viuen una vida reprimida en un entorn burgès sufocant i els, més desinhibits, que fan una sèrie de passions violentes, amb el nen atrapat al mig. La direcció ajustada i emocionalment suprimida de Téchiné funcionava dins dels codis del melodrama. Les dues preocupacions de la pel·lícula són la repressió i la llibertat.

## Premis
La pel·lícula va ser nominada a la Palma d'Or al 39è Festival Internacional de Cinema de Canes de 1986. El 1987 la pel·lícula va rebre una nominació al César a la millor actriu secundària (Danielle Darrieux).